# Skorpiovenator

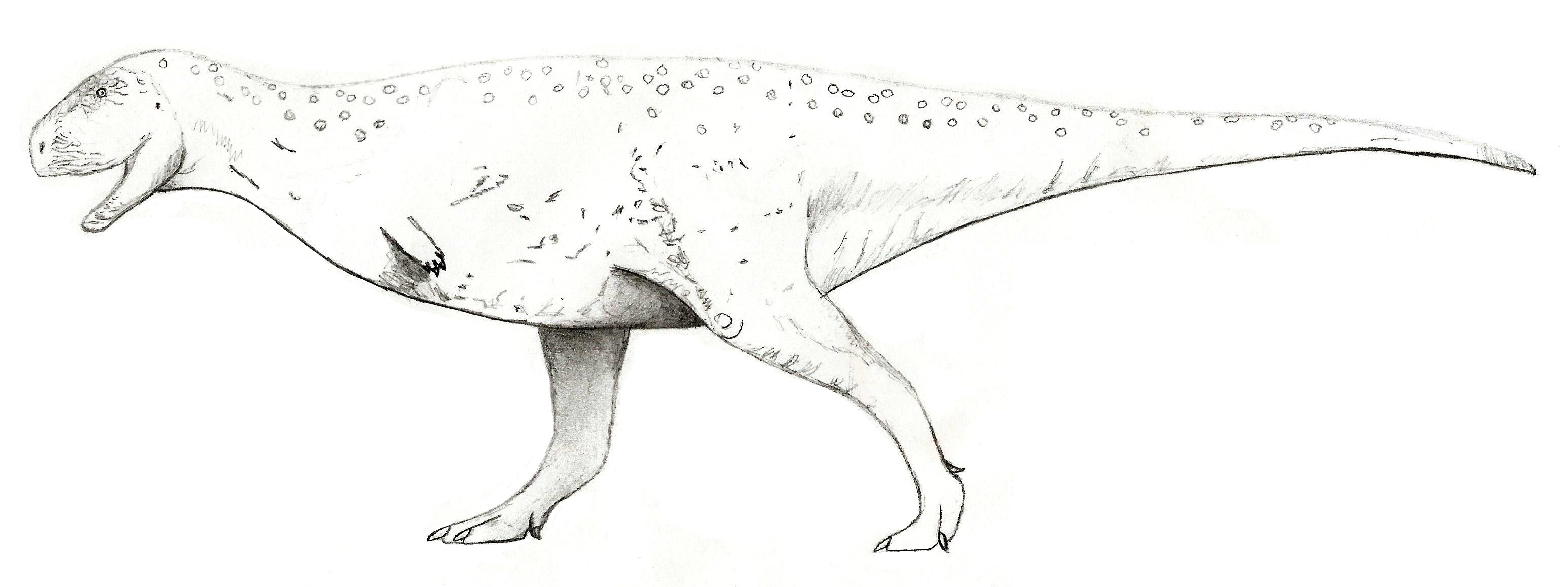
Reconstrução de um Skorpiovenator

Skorpiovenator é um gênero de dinossauro terópode da família Abelisauridae, do período Cretáceo, encontrada na Formação Huincul, Patagônia, Argentina. Há uma única espécie descrita para o gênero Skorpiovenator bustingorryi.

## Etimologia
O nome Skorpiovenator deriva do grego antigo e do latim e significa "caçador escorpião", por causa da grande quantidade de escorpiões no local da escavação. O epíteto específico homenageia Manuel Bustingorry, proprietário da fazenda onde o fóssil foi encontrado.

## História da descoberta

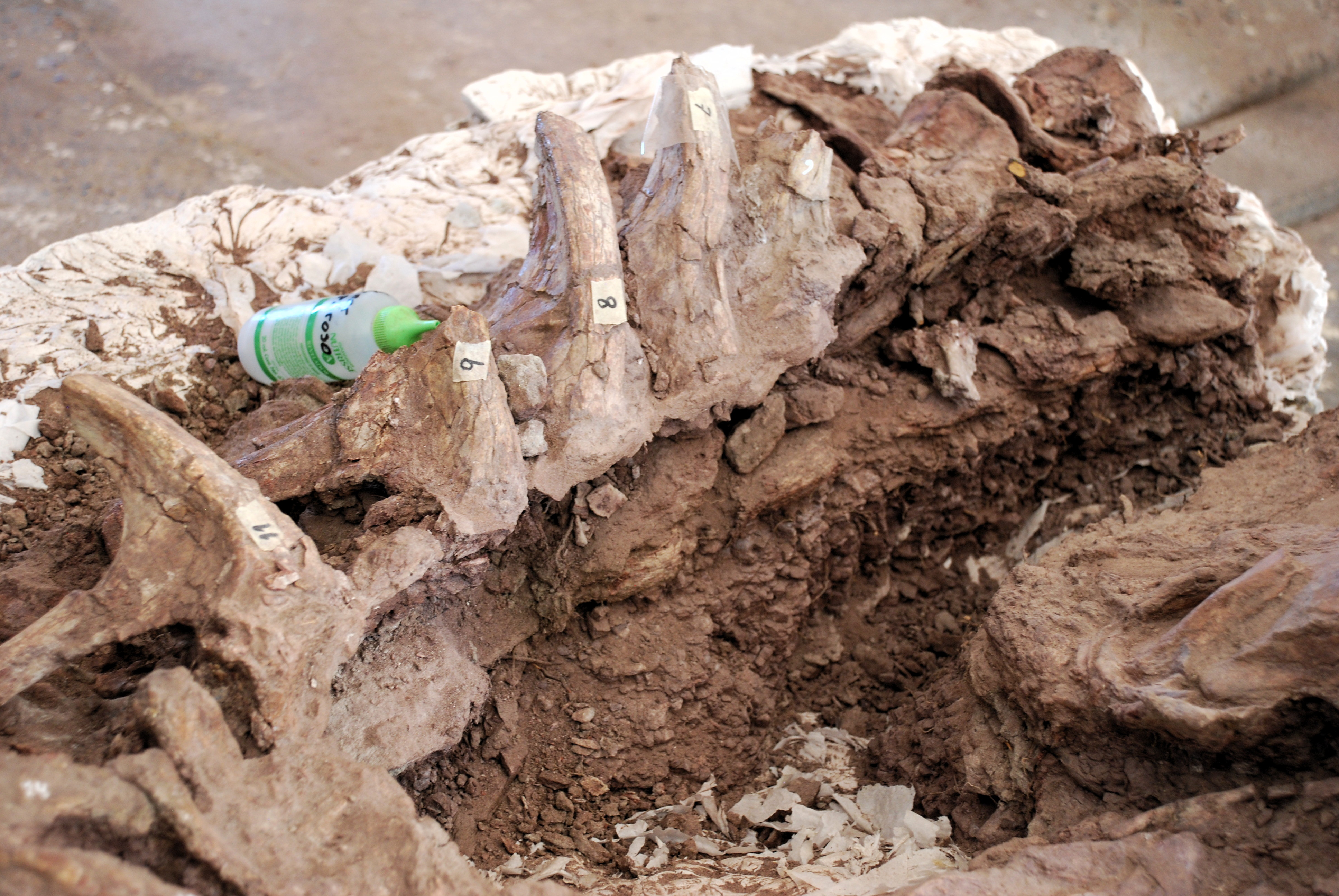
Material de Skorpiovenator sendo preparado no Museu de Ciências Naturais em El Chocón, Argentina

O material de Skorpiovenator foi achado na Formação Huincul, que data do final do Cenomaniano. O holótipo, MMCH-PV 48K, se consiste em um esqueleto quase completo, faltando apenas algumas partes da cauda e dos membros anteriores. Ele está alojado no Museu Paleontológico Ernesto Bachmann da Villa El Chocón, Patagônia, Argentina.

## Descrição

### Tamanho

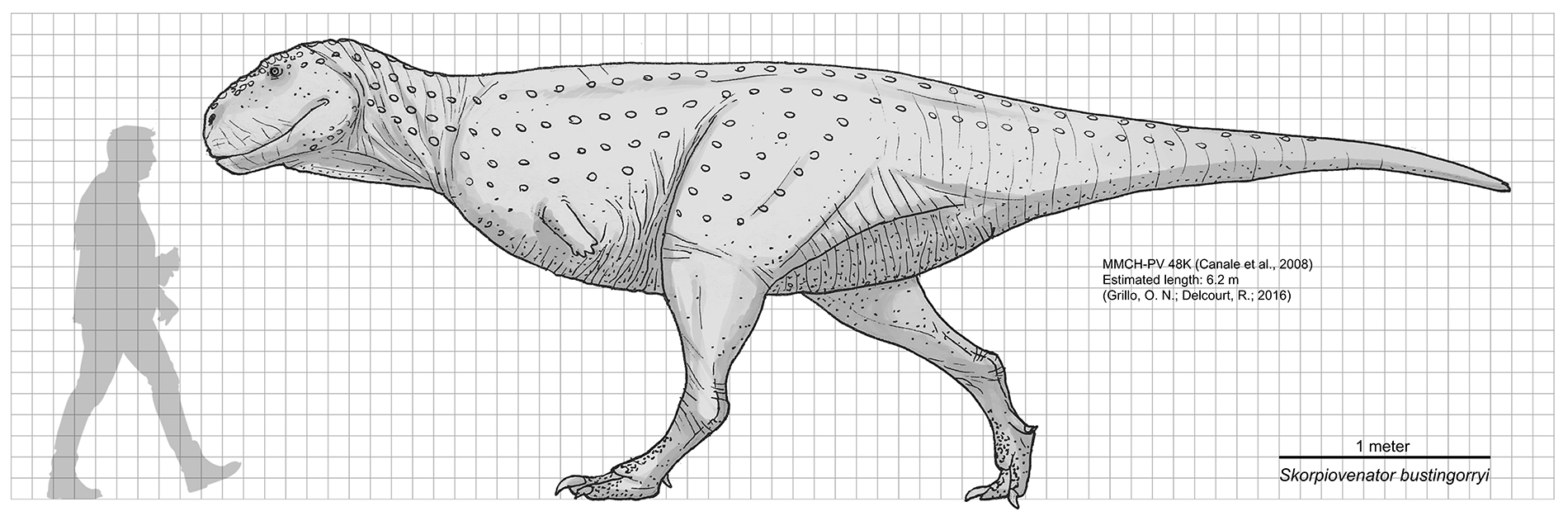
Comparação de tamanho

O comprimento do holótipo é 4,35 metros da pré-maxila a décima segunda vértebra da cauda, e estima-se que o comprimento do animal em vida seria aproximadamente 6 metros de comprimento. Em 2010, no entanto, foi dada uma estimativa maior: 7,5 metros de comprimento e 1,67 toneladas. Em 2016, outros autores deram 6,2 metros de comprimento.

### Crânio

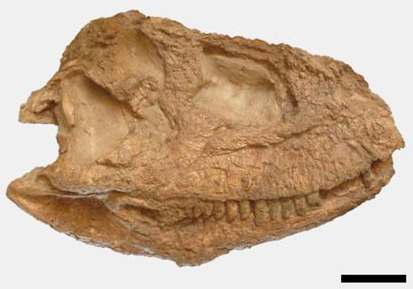
Crânio de Skorpiovenator

O crânio do Skorpiovenator era curto e robusto e, assim como o de outros abelissaurídeos, possuía cumes, sulcos e nódulos emburacados. Ele é craniocaudalmente curto, como Carnotaurus, mas é mais curto e profundo do que Abelisaurus e Majungasaurus. Além disso, sua maxila e lacrimal são mais largos do que outros abelissaurídeos. Sua maxila também apresenta 19 dentes, a maior quantidade entre todos os abelissaurídeos.

## Classificação
O Skorpiovenator é atualmente classificado como um abelissaurídeo braquirostro.
O cladograma abaixo segue Canale et al. (2008).

|  | Carnotaurus |
|  |             |
|  | Aucasaurus  |
|  |             |

|  | Ilokelesia                                                          |
|  |                                                                     |
|  | \| \| Skorpiovenator \| \| \| \| \| \| Ekrixinatosaurus \| \| \| \| |
|  |                                                                     |
|  | Skorpiovenator                                                      |
|  |                                                                     |
|  | Ekrixinatosaurus                                                    |
|  |                                                                     |

|  | Skorpiovenator   |
|  |                  |
|  | Ekrixinatosaurus |
|  |                  |

|  | Carnotaurus |
|  |             |
|  | Aucasaurus  |
|  |             |

|  | Ilokelesia                                                          |
|  |                                                                     |
|  | \| \| Skorpiovenator \| \| \| \| \| \| Ekrixinatosaurus \| \| \| \| |
|  |                                                                     |
|  | Skorpiovenator                                                      |
|  |                                                                     |
|  | Ekrixinatosaurus                                                    |
|  |                                                                     |

|  | Skorpiovenator   |
|  |                  |
|  | Ekrixinatosaurus |
|  |                  |

|  | Carnotaurus |
|  |             |
|  | Aucasaurus  |
|  |             |

|  | Ilokelesia                                                          |
|  |                                                                     |
|  | \| \| Skorpiovenator \| \| \| \| \| \| Ekrixinatosaurus \| \| \| \| |
|  |                                                                     |
|  | Skorpiovenator                                                      |
|  |                                                                     |
|  | Ekrixinatosaurus                                                    |
|  |                                                                     |

|  | Skorpiovenator   |
|  |                  |
|  | Ekrixinatosaurus |
|  |                  |

|  | Carnotaurus |
|  |             |
|  | Aucasaurus  |
|  |             |

|  | Ilokelesia                                                          |
|  |                                                                     |
|  | \| \| Skorpiovenator \| \| \| \| \| \| Ekrixinatosaurus \| \| \| \| |
|  |                                                                     |
|  | Skorpiovenator                                                      |
|  |                                                                     |
|  | Ekrixinatosaurus                                                    |
|  |                                                                     |

|  | Skorpiovenator   |
|  |                  |
|  | Ekrixinatosaurus |
|  |                  |